# Közép-európai Üzleti Szövetség
A Közép-európai Üzleti Szövetség (angol rövidítése CEBA) 1994-ben jött létre. Célja a Csehország, Szlovákia, Románia, Szlovénia, Horvátország gazdasági, közigazgatási szervezetei közötti információáramlás szervezése, a rendszerváltásokkal szétesett gazdasági-üzleti kapcsolatok reorganizációja, a régiók település- és területfejlesztésének segítése.
A CEBA nemzetközi integrált gazdasági információs rendszert épít ki a fenti országokban – valamint  Ukrajnában, Lengyelországban, Oroszországban és a Baltikumban. Szervezeti felépítése a networking elvén alapul, amelynek legfőbb szervezeti egységeit az úgynevezett régiómenedzser-irodák jelentik. Minden országban – általában kft. formájában működő nemzeti iroda, Magyarországon a CEBA Hungary Kft. – képviseli a CEBA érdekeit, gyűjti és terjeszti az üzleti, kereskedelmi és fejlesztési információkat.
A CEBA és partnerszervezetei, régiómenedzser-irodái mindig a gazdasági folyamatok közelében, sokrétű adatgyűjtési technikák alkalmazásával segítik tagjaik, partnereik üzleti céljainak megvalósítását, a közép-kelet-európai régió fejlődését.
Jelenleg[mikor?] a szövetségnek körülbelül kétezer tagja van, létszáma folyamatosan és dinamikusan bővül. Tevékenységét öt gazdasági információs alrendszerben végzi, amelyek közül a legszélesebb szolgáltatásokat a Településfejlesztési Információs Rendszer (TIR) építette ki. 1996 második felétől folyamatosan működik az ipari-energetikai, a kereskedelmi, az agrár és a gazdasági szolgáltatások információs rendszere.

## CEBA Kiadó
A CEBA Kiadó a szövetség szintén 1994-ben létrejött nemzetközi kiadványszerkesztősége. Fő profilja települések, kistérségek, megyék, régiók gazdasági és településfejlesztési célú bemutatása. A kiadó alapítója és igazgató-főszerkesztője: Kasza Sándor.
A kiadó megalapításától 2006 végéig közel százötven kézikönyvet adott ki:
- Magyar önkormányzatok adattára. Szerkesztő: Bácsa Tibor. 1995. 466 oldal.
- A terület- és településfejlesztés kézikönyve. Szerkesztő: Beluszky Pál és mások. 2001. 423 oldal.
- Magyar Közszolgálati Adattár.
- Magyarország megyei kézikönyvei című sorozat: 1996–2000 között Budapestről és a tizenkilenc  megyéről, összesen huszonnyolc kötetben (a településmonográfiák szerzői jogilag nem védettek)
- Magyarország régiói című sorozat: a 2004-től induló sorozatban 2006-ig három kötet jelent meg. Jogilag védettek.
- Magyarország kisrégiói című sorozat: a 2004-től induló sorozatban 2006 végéig harmincöt, kistérségeket bemutató kötet jelent meg.
- Magyar városok az Európai Unióban című sorozat: 2004 és 2006 között negyven várostörténeti kézikönyv jelent meg.
- Az Európai Unió fővárosai – Budapest című sorozat: a 2005-ben induló sorozat keretében a fővárosi kerületeket bemutató kötetek jelennek meg.

A szövetség folyóiratai a hetente megjelenő CEBA Observer, amely a nemzetközi tender-, befektetési és privatizációs projektek figyelője széles előfizetői bázissal, a negyedévenként megjelenő kereskedelmi tagtájékoztató bulletin, a CEBA News, valamint az Industrial World, az ipari-energetikai információs rendszer időszaki kiadványa.

## Külső hivatkozások
- A CEBA Kiadó hivatalos honlapja (fejlesztés alatt)